# Miesbach

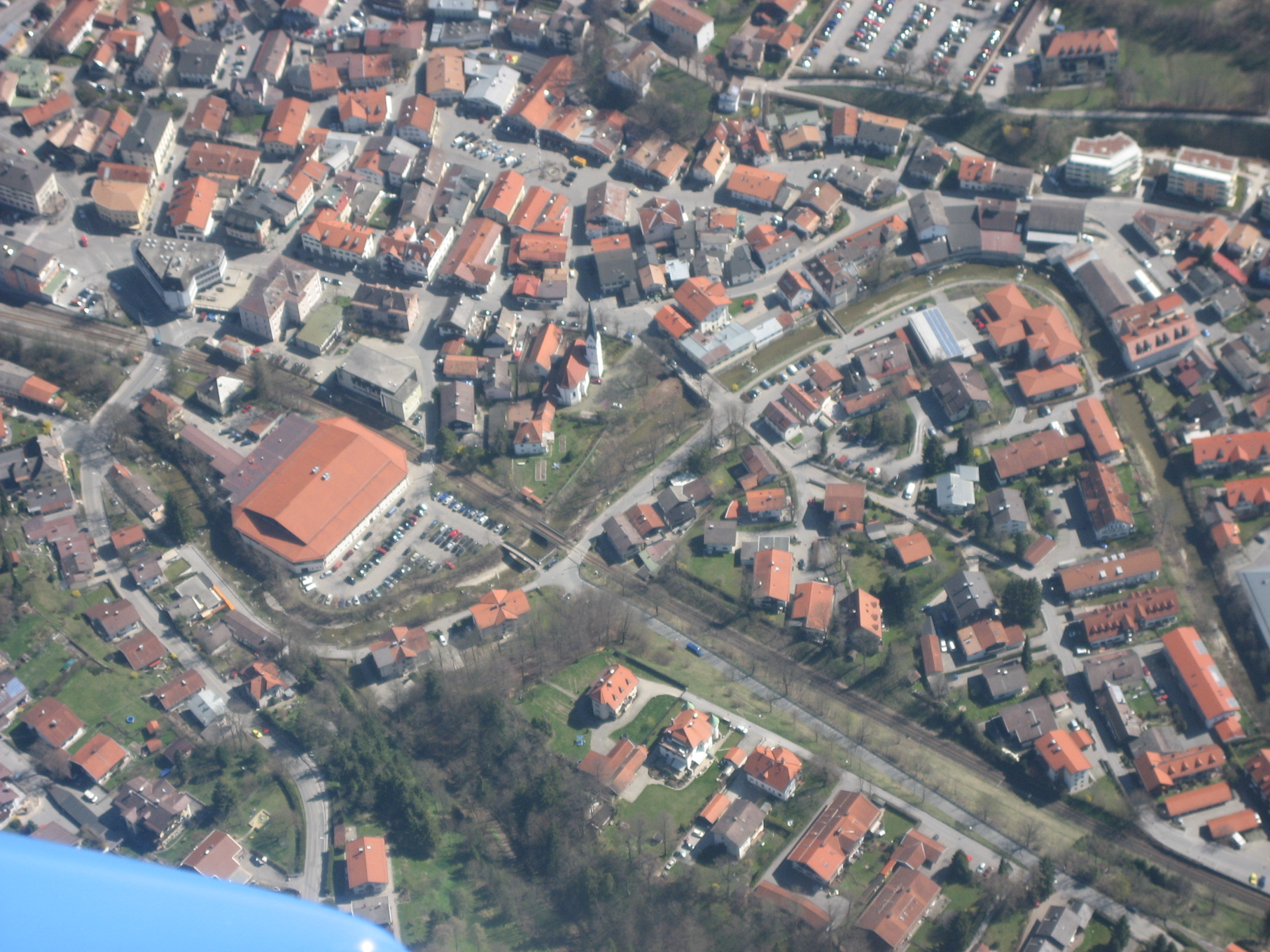
Miesbach
(vedere aeriană)

Miesbach este un oraș din districtul  Miesbach, regiunea administrativă Bavaria Superioară, landul Bavaria, Germania.